# フレディ・ウィンストン
フレディ・ウィンストン （Freddie Winston、1954年5月23日 -） は、アメリカ合衆国の声優。

## 人物

### 声の役割
主要な役割は太字で示しています。

#### ゲーム
- マリオストライカーズ チャージド - ノコノコ
- スーパーマリオギャラクシー - ノコノコ/カメック
- マリオ&ソニック AT 北京オリンピック - チャオ/ノコノコ
- 大乱闘スマッシュブラザーズX - ノコノコ
- マリオカートWii - ノコノコ
- スーパーマリオスタジアム ファミリーベースボール - ノコノコ/パタパタ/キングテレサ/カメック
- マリオ&ソニック AT バンクーバーオリンピック - チャオ/ノコノコ
- New スーパーマリオブラザーズ Wii - カメック
- ソニック&セガ オールスターズ レーシング - チャオ（ノンクレジット）
- スーパーマリオギャラクシー2 - ノコノコ
- マリオスポーツミックス - ノコノコ'
- あつめて!カービィ - デデデ大王
- ラチェット&クランク オールフォーワン - さまざまなクリーチャーの声（ノンクレジット）
- スーパーマリオ 3Dランド - ノコノコ
- ジュラシックパーク：ザ・ゲーム - 恐竜の声（ノンクレジット）
- スカイランダース スパイロズ・アドベンチャー - ギル・グリント/トリガー・ハッピー/ブードゥード/アーラップトー/バッシュ/チョップ・チョップ/テラフィン/ガーグルフィン/ブーマー/ゴースト・ロースター/プリズム・ブレイク/スラム・バム（ノンクレジット）
- レイマン オリジン - レイマン
- マリオカート7 - ジュゲム/ノコノコ （ノンクレジット）
- マリオパーティ9 - ノコノコ/カメック/キングテレサ/ジュゲム/
- ルイージマンション2 - キングテレサ/テレサ/ゴースト
- ペーパーマリオ3DS - ノコノコ
- 新・光神話 パルテナの鏡 - ブルー・ヒュードロー